# هوي ويليامسون
هوي ويليامسون (بالإنجليزية: Howie Williamson) هو لاعب كرة قاعدة أمريكي، ولد في 23 ديسمبر 1904 في ليتل روك في الولايات المتحدة، وتوفي في 15 أغسطس 1969 في تيكساركانا في الولايات المتحدة.

## وصلات خارجية
- هوي ويليامسون على موقعبيزبول رفرنس.كوم (الدوري الرئيسي) (الإنجليزية)
- هوي ويليامسون على موقعبيزبول رفرنس.كوم (الدوري الثانوي) (الإنجليزية)